# 北京航空航天大学沙河校区
40°9′N 116°16′E / 40.150°N 116.267°E北京航空航天大学沙河校区，是北京航空航天大学的一个校区，位于北京市昌平区沙河镇沙河高教园区，距学院路校区约26公里，2010年9月投入使用。

## 校园位置
注：以下距离均为驾车最近距离，来源于百度地图，基于2016年12月3日的道路建设情况。
- 北京市昌平区沙河高教园南三街9号。

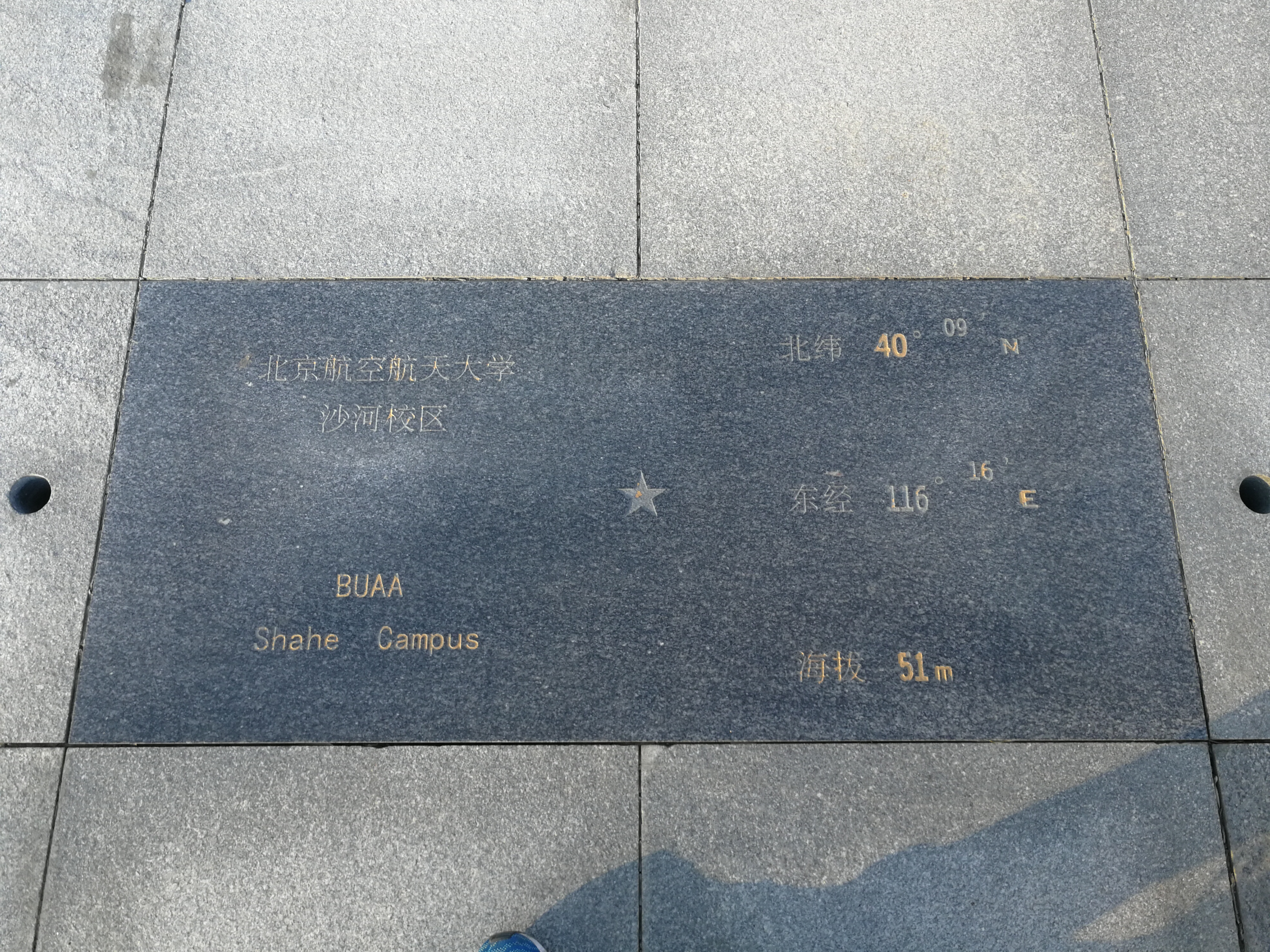
北京航空航天大学沙河校区标识牌，图中可见校区的地理坐标

- 东经116度16分，北纬40度9分，海拔51米。
- 距学院路校区：25.6公里。
- 距天安门广场：34.9公里。
- 距昌平城区（地铁昌平站）：11.9公里。
- 距北京首都国际机场（T3航站楼）：44.3公里。
- 距北京火车站：39.6公里。
- 距北京理工大学良乡校区：59.9公里。

## 历史沿革

### 筹建时期
2001年，为贯彻落实第三次全国教育工作会议精神，进一步深化教育体制改革，经北京市委、市政府批准，昌平区政府决定在沙河卫星城北部建设北京沙河高教园区，并将其列入北京市重点工程，写入北京市第九届党代会、人代会报告，其中批给北京航空航天大学的土地面积为1580亩。按照市政府计划，北京航空航天大学应该在“十五”期间完成第一期建设，也就是2005年正式入驻，但由于资金不足，建校进程被暂时搁置。
2003年，北航曾在河北廊坊东方大学城开展大一阶段的教育，但东方大学城路途偏远，不方便学校正常教学秩序的开展和对学生的有效管理，因而，在离本部稍近的地方建设校区，成为全校师生的共同诉求。
2006年，北京航空航天大学获批筹建航空科学与技术国家实验室，与此同时，急剧扩大的学生规模也要求北京航空航天大学建设其第二个校区。最终校方决定将二者合建。
2007年10月13日，北京航空航天大学沙河校区暨航空科学与技术国家实验室（新址）正式开工。
2010年6月4日至7月17日，学校完成了沙河校区投入使用前的大部分准备工作。

### 正式启用
2010年9月14日，沙河新校区迎来首届新生——2010级本科生，其中长驻沙河校区学生3003名。
2010年9月20日，学校隆重举行沙河校区班车首发仪式，两校区班车的正式运行，标志着沙河校区办学工作进入正常运行状态。

### 继续建设
2010年12月28日，北京地铁昌平线一期工程建成开通，极大地改善了师生往返学院路校区的交通环境。
2011年9月22日，北京航空学院第一任院长、北航的奠基人武光亲临沙河校区参观。
2012年6月，2010级3003名本科生完成了他们在沙河校区两年的学习生活，顺利搬入学院路校区；几乎同时，飞行学院736名在校学员正式入住沙河校区2号学生公寓，至此飞行学院全体师生开始了在沙河校区的学习、工作和生活。
2012年8月至11月初，沙河校区紧密围绕学校60年校庆工作，先后设计校庆“千米长卷”，改版沙河校区网站，举办“北航60周年校庆嘉年华”系列活动，通过条幅、广播、摄影展等多种形式进行校庆宣传。校庆日当天，“北航星”命名暨纪念雕塑落成仪式在沙河校区中心广场西侧草坪隆重举行。沙河校区组织培训60名志愿者，接待了1200余名校友和贵宾参观沙河校区，圆满完成60年校庆各项工作。
2013年10月18日下午，航空科学与技术国家实验室（一期）主体结构封顶。
2014年，沙河校区管委会为充分利用学校资源，改善沙河校区整体校园环境，将坐落于校区东北角约80亩土地进行平整，建成了蓝园，一半用于种植二月兰，美化校区环境，一半为学生提供实践锻炼机会，丰富了校区文化生活。是年12月31日起，摆渡车频次由原来的30分钟一班调整为20分钟一班，使得师生出行问题得到了进一步改善。
2017年9月1日起，北京航空航天大学调整了校区班车的车次，并取消了免费班车；12月，国家实验室楼二期投入使用。

### 资源转移
2018年9月18日，北航交通学院机关率先迁入沙河校区，标志着北航继央财之后亦开始进行两校区资源的配置工作；自2018年10月起，国家实验室楼更名为沙河主楼。

## 校园环境

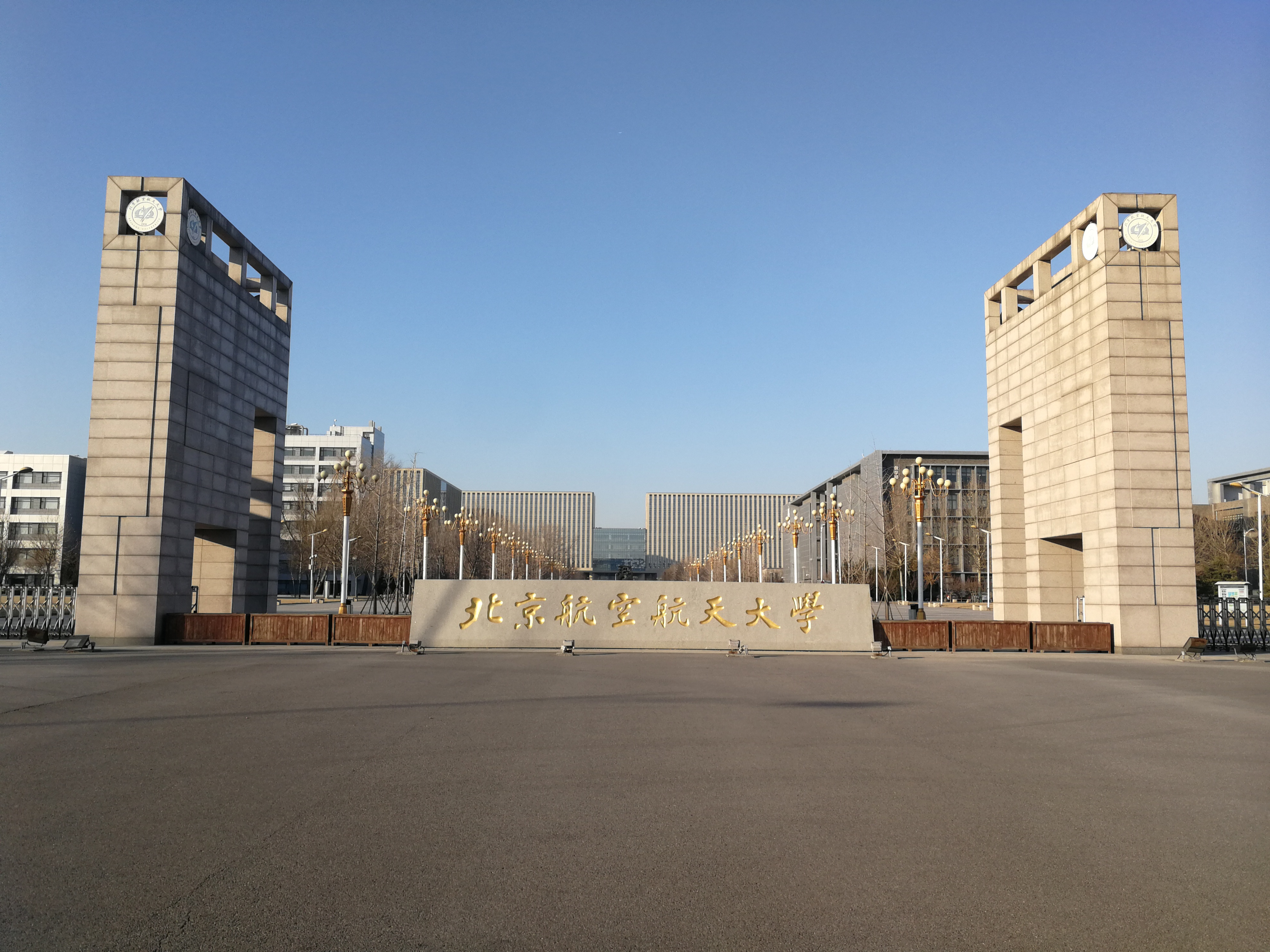
北京航空航天大学沙河校区正门（南门）

沙河校区占地面积97万平方米（1459亩），规划建筑面积为62万平方米。在规划功能分区上，分别有学生生活区、文体活动区、教学实验区、后勤基础保障区、国家实验室和专家公寓区等几个方面。
沙河校区教学设施全面，基本满足学生的需求。自2007年开始建设以来，沙河校区已建成建筑面积约30万平方米，包括学生宿舍、食堂、教学楼、实验楼、总配电房、锅炉房、污水处理站、工程训练中心、专业实验室、航空科学与技术国家实验室、大学生活动中心以及体育运动设施等。其中体育场建有400米标准田径场、足球场，主席台可容纳1000人；大学生活动中心建有12个篮球场、8个排球场、4个网球场以及单杠、双杠等体育锻炼器材。同时沙河校区还建有一条186米长的体能锻炼走廊。

沙河校区校园环境美丽。学校累计绿化树木5000余棵，完成学生宿舍楼周边环境绿化，完成待建地绿化11.6万平方米。学校建成了中央景观长廊，建有一个人工湖（南湖），建有有校训内容的“文化石”，安置6米高的《世纪之声》和《校训树》主题雕塑，2012年10月25日国家天文台经国际天文学联合会小天体命名委员会批准，将永久编号为90830的小行星命名为“北航星”，“北航星”纪念雕塑同时落成，与沙河校区广场中央的办学理念主题雕塑《世纪之声》以及《校训树》、校歌《仰望星空》浮雕等治学文化景观遥相呼应，共同展现学校的精神传统与文化特质。此外，在教学楼的下沉广场，在墙面上布展有科学与文化、航空航天两个主题墙。

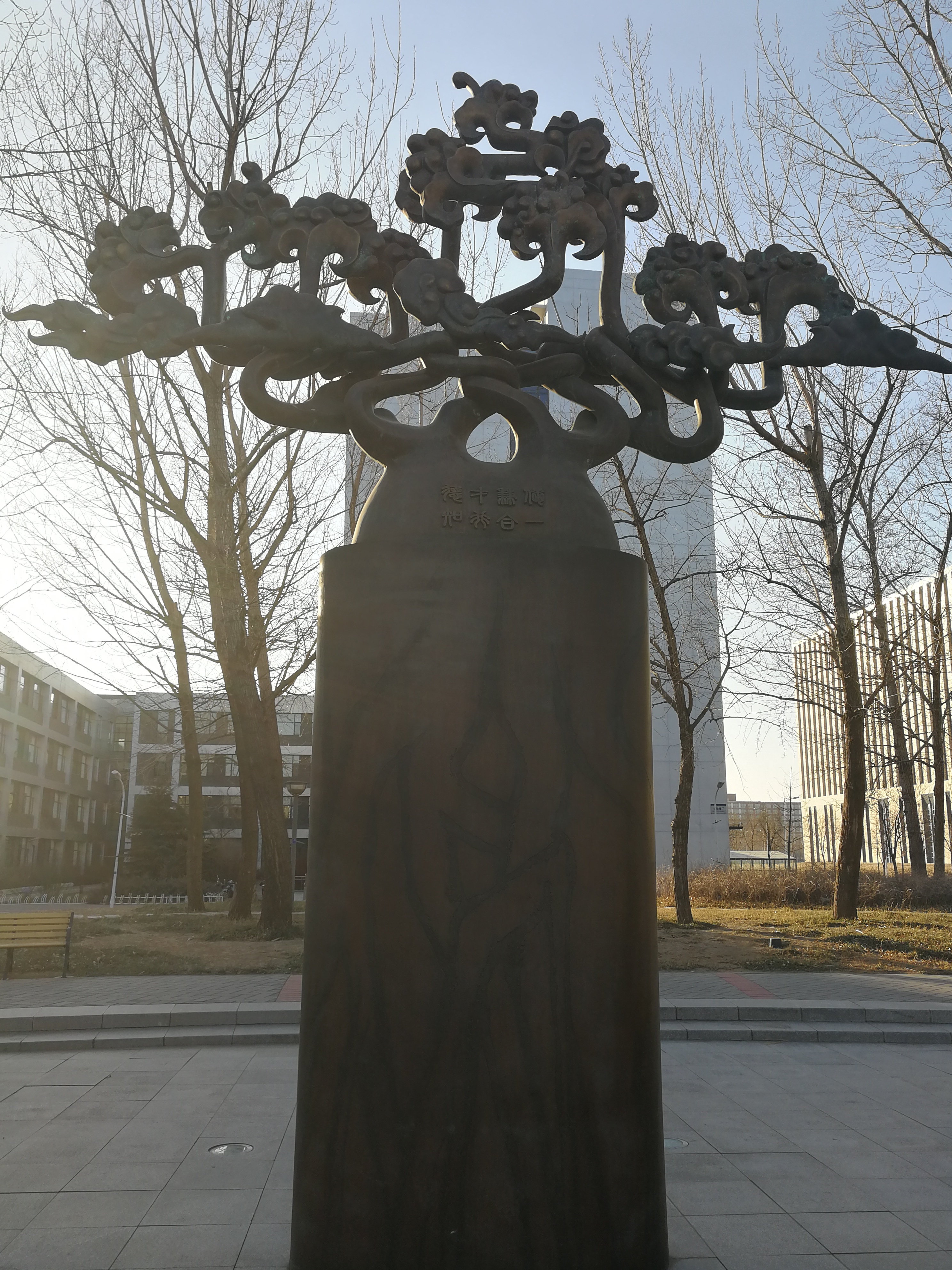
校训树
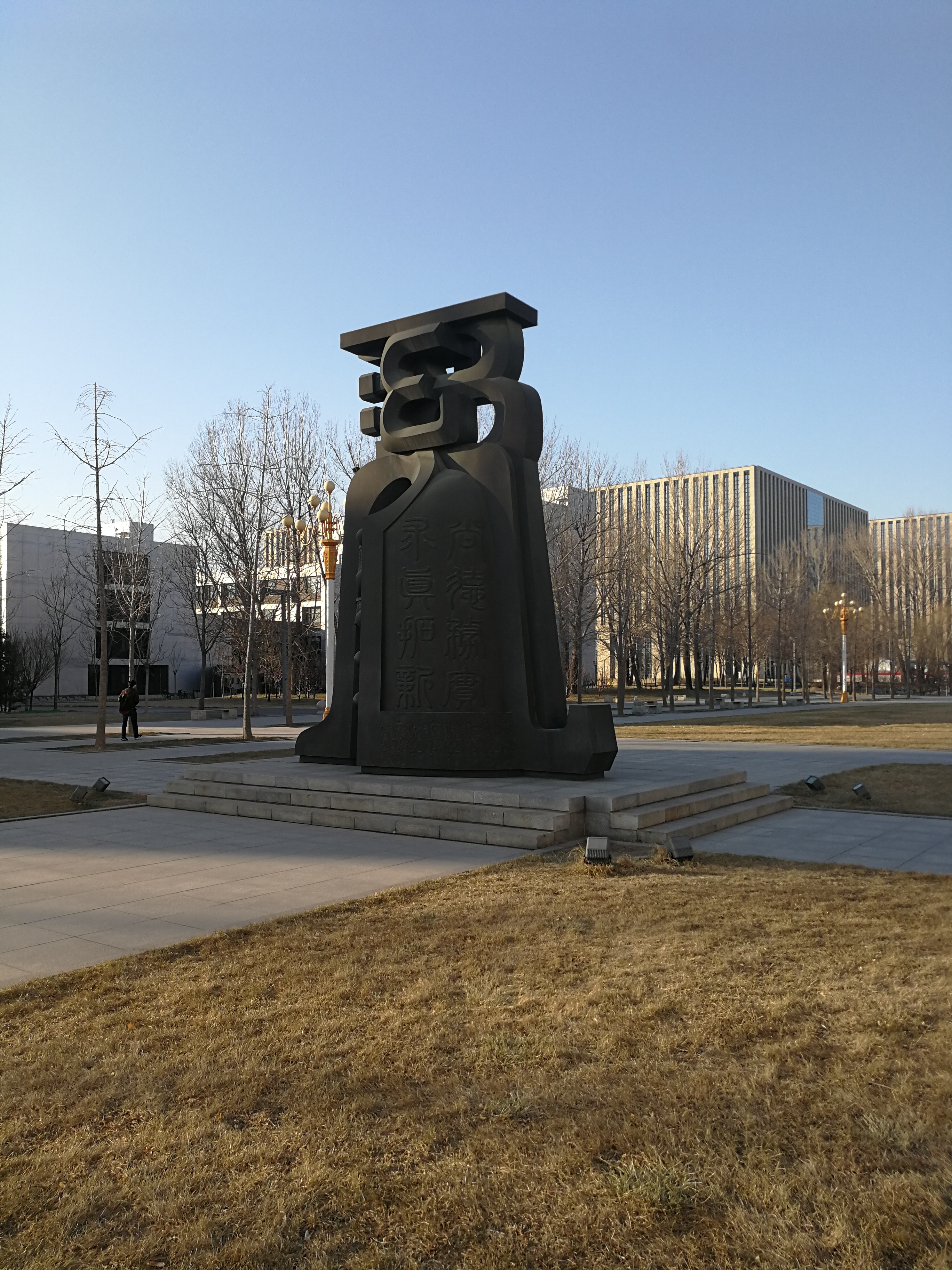
世纪之声

沙河校区基础设施建设基本完善。水、电、气、网络、Wi-Fi等基本需求以及食堂、浴室、医务室、学生洗衣房、理发室、打印社、银行、邮局等学生生活需要一应俱全。全校监控几乎无死角，校区安置监控探头321个（校区公共区域安装探头64个，教学楼内、学生宿舍楼内安装探头257个），覆盖整个校区；学生宿舍区除安装探头设备外，还有三道红外对射安防系统、门禁系统。

### 校园建筑物列表
注：以下数据截至2016年12月31日。
| 名称                   | 照片 | 类型                | 层数         | 用途 | 备注                                                            |
| ---------------------- | ---- | ------------------- | ------------ | --- | --------------------------------------------------------------- |
| 1号教学楼              |      | 教学楼              | 5            | 1、2层用于英语学科教学，3、4层用于飞行学院学习和自习，5层空置 | 通过全封闭式连廊1与2号教学楼连接                                |
| 全封闭式连廊1          |      | 连接通道            | 5            | 连接1、2号教学楼 | 通过露天通道与4、5号教学楼连接 有2部电梯                        |
| 2号教学楼              |      | 教学楼 临时图书馆   | 5            | 在沙河校区图书馆未正式建成时，本楼作为临时图书馆使用 1~4层为图书馆，5层为库房                                                                                     | 通过全封闭式连廊1与1号教学楼连接 通过露天通道与3、4号教学楼连接 |
| 3号教学楼              |      | 教学楼              | 4            | 以基础学科为主 北侧12个大型教室可容纳250人，用于高数、思修教学和党课、大班会、学生组织会议等                                                                      | 通过露天通道与2、4号教学楼连接                                  |
| 4号教学楼              |      | 教学楼              | 4            | 以专业学科为主 工程制图、航空航天概论等科目一般在此楼教学 | 通过露天通道与1、2、3、5号教学楼连接                            |
| 5号教学楼              |      | 教学楼              | 4            | 以专业学科为主 数学分析（数学系）、大学计算机基础等科目一般在此楼教学 3、4楼供飞行学院使用                                                                        | 通过露天通道与1、4号教学楼连接                                  |
| “教0”                  |      | 阶梯教室            | 1            | 由位于下沉式广场四角的4个可容纳400人的阶梯教室组成 用于大型公选课、大班会、学生组织会议等                                                                         |                                                                 |
| 1号实验楼              |      | 实验楼              | 4            | 生物化学实验楼 | 通过2号实验楼与3号实验楼连接                                    |
| 2号实验楼              |      | 实验楼 连接通道     | 4            | 生物化学实验楼 | 连接1号和3号实验楼                                              |
| 3号实验楼              |      | 实验楼              | 8            | 物理实验楼 | 通过2号实验楼与1号实验楼连接 通过全封闭式连廊与4号实验楼连接    |
| 4号实验楼              |      | 实验楼 临时行政楼   | 4            | 在沙河校区行政楼未正式建成时，本楼作为沙河校区管委会临时行政楼使用 1层有艺文空间、自动取票机 2层有可容纳400人的大会议室，用于大型公选课、公选博雅、学生组织活动等 | 通过全封闭式连廊与3、5号实验楼连接 与5号实验楼共用一个入口      |
| 全封闭式连廊2          |      | 实验楼入口 连接通道 | 1            | 有四个入口，分别通往4号实验楼、5号实验楼、雅苑和实验楼西侧路 |                                                                 |
| 5号实验楼              |      | 实验楼              | 4            | 1、2层为航空航天概论实验室 |                                                                 |
| 6号实验楼              |      | 实验楼 连接通道     | 4            | |                                                                 |
| 7号实验楼              |      | 实验楼              | 8            | 环境和计算机实验楼 |                                                                 |
| 学生1公寓              |      | 学生公寓楼          | 6+1          | 男生公寓（目前为2015级） |                                                                 |
| 学生2公寓              |      | 学生公寓楼          | 6+1          | 飞行学院公寓 |                                                                 |
| 学生3公寓              |      | 学生公寓楼          | 6（部分4）+1 | 女生公寓，又称“公主楼” |                                                                 |
| 学生4公寓              |      | 学生公寓楼          | 6+1          | 男生公寓（目前为2016级） |                                                                 |
| 第一食堂               |      | 食堂                | 3            | 1、2层大众食堂 3层由北至南为鼓瑟轩、教工食堂、鹿鸣轩 |                                                                 |
| 第一综合服务楼         |      | 服务楼              | 3            | 1层有中国邮政、工商银行、优购超市、沙河校医院 2层为打印店和辅导员办公室                                                                                           |                                                                 |
| 沙河校区体育馆         |      | 文体设施            | 3            | 1层为咏曼剧场（可容纳800人） 3层为大体育馆（固定1500+活动2500）                                                                                                   |                                                                 |
| 沙河校区大学生活动中心 |      | 文体设施            | 5            | 1层为游泳馆和室内田径跑道 2层为台球厅 3层为室内球馆 4楼为健身房                                                                                                   |                                                                 |
| 工程训练中心           |      | 实验楼              | 3            | 用于工程认识实习课程教学 |                                                                 |
| 羽流实验室             |      | 实验室楼            |              | |                                                                 |
| 沙河主楼A区            |      | 办公楼 实验室楼     | 10           | |                                                                 |
| 沙河主楼B区            |      | 办公楼 实验室楼     | 10           | |                                                                 |
| 沙河主楼C区            |      |                     |              | |                                                                 |
| 沙河主楼D区            |      |                     |              | |                                                                 |
| 沙河主楼E区            |      |                     |              | |                                                                 |
| 沙河主楼F区            |      |                     |              | |                                                                 |

## 校园用途

### 现状
目前北京航空航天大学共有30个学院、4个书院，其中：
- 飞行学院（16系）：全学院在沙河校区学习生活。
- 中法工程师学院（24系）、国际学院（25系）、体育特长生：全学院在学院路校区学习生活。
- 现代远程教育学院（22系）、马克思主义学院（28系）：不招本科生。
- 启明书院（71系）、冯如书院（72系）、知行书院（79系）：在沙河校区入学，接收通识教育，大一结束后分流，在分流后学院继续大二至大四学习。
- 其他25个学院：本科大一、大二年级在沙河校区，大三、大四、研究生在学院路校区。大二第二学期最后一周周末进行转校区搬迁。

### 前景
根据沙河校区建设规划，未来随着住宿问题的解决，全部本科生及部分院系研究生均将在沙河校区学习生活，学院路校区将改为科研基地。

## 戏称
注：以下戏称均为学生自嘲，非学校官方说法。
- 沙航：2010级新生作为第一批入住沙河校区的学生，因为校区与本部（学院路校区）相比，过于远离北京繁华地段，有些不满情绪，于是戏称北京航空航天大学沙河校区为“沙河航空航天大学”（Shahe University of Aeronautics and Astronautics），简称沙航（SUAA）。这一届学生也被后人戏称为“烈士”，4号教学楼下写有他们名字的墙被戏称为“烈士纪念墙”。
  - 河航：“沙航”的“威力增强版”。当使用装有外地的中国联通SIM卡的手机的乘客乘坐北京地铁昌平线，由昌平西山口、沙河往西二旗方向，经过朱辛庄站时，会收到北京联通的问候短信和旅游警示短信[註 2]。因此，部分沙河校区学生认为自己的学校不在北京，（而在河北），因此又戏称其为“河北航空航天大学”，简称“河航”。
- 妖风：学生对冬季沙河校区所吹的北风、西北风的戏称。冬季时北京东南-西北方向气流通道打开，冷空气较强势时会从西北方向，经过狭窄的居庸关，直冲北京而来，由于风洞效应，出居庸关的风流速极大，可达8~10级，而沙河高教园又正对居庸关，因此出现妖风不足为奇。讽刺的是，当妖风来临时，雾霾就会自行退散，一直被冷空气推到河北境内；而暖空气强势时，盛行东南风，又会把大量雾霾吹回到沙河，中间较为适宜的时间往往不到一天。
- 对部分建筑物的戏称
  - 航概妹：学生对3号教学楼附近的一处女性雕塑的戏称。因北京航空航天大学男女比例过于悬殊，因而“航概妹”成为了不少学生的“女神”。
  - “太危险”线：指体能锻炼走廊，官方简称之为“TD线”，但因其设计较不合理，障碍过多，较易发生事故，故称之为“Too Dangerous”（简称恰好也是TD）线。